# Moj papa - vozjd
Moj papa - vozjd (russisk: Мой папа — вождь) er en russisk spillefilm fra 2022 af Jegor Kontjalovskij.

## Medvirkende
- Dmitrij Nagijev
- Maria Mironova
- Jevgenij Romantsov
- Fjodor Dobronravov
- Roman Madyanov
- Natalja Arinbasarova
- Maksim Lagasjkin
- Olga Khokhlova